# لعبة لوحة أرقام السيارة
لعبة لوحة أرقام السيارة هي لعبة يتم لعبها في المملكة المتحدة ودول أخرى باستخدام نظام تسجيل سيارة مناسب، وذلك إما البحث عن رقم معين أو خاصية لوحة أرقام معينة، أو التفكير في كلمة أو توافق مع أحرف التسجيل. معظمها عبارة عن ألعاب فردية، ولكن يمكن لعبها كمنافسة مع ركاب آخرين.

## في أوروبا

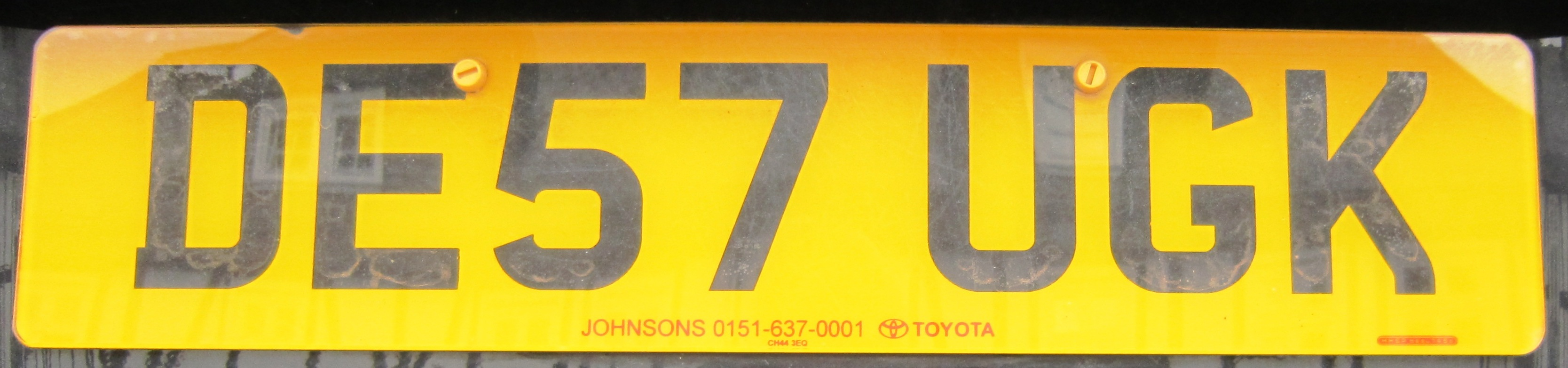
لوحة سيارة بريطانية

إحدى الألعاب التي يتم لعبها في أوروبا هي البحث عن 26 حرفًا أبجديا بالترتيب. ولأولئك الذين يواجهون صعوبة في العثور على I أو Q أو Z أو غيرها من الأحرف الصعب العثور عليها والتي تسمح بلوحة أرقام واحدة مع الحرفين المجاورين للحرف المطلوب (وبالتالي، يمكن أن يكون X123HXJ حرف I لأن هناك حرف H و J على أحدهما لوحة، ويمكن استخدام Y + A ل Z و Z + B ل A). لتسهيل الأمر، يمكن التعامل مع الأحرف أو الأرقام الثلاثية كبطاقة شاملة، تمثل أي حرف مطلوب.
لجعل هذه اللعبة أكثر تنافسية بين فريقين، يمكن للاعبين أن يعملوا كفريق للمضي للأمام من خلال الأبجدية ويعمل الفريق الآخر بشكل عكسي.

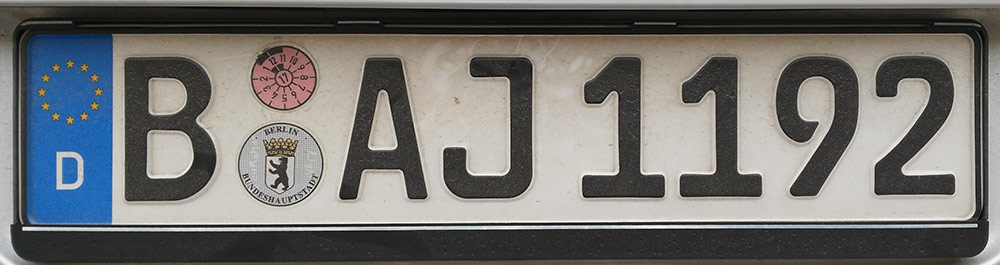
لوحة ألمانية من برلين

يوجد نوع آخر من لعبة لوحة الأرقام والذي يتضمن اكتشاف السيارات مع كل رقم من 1 إلى 999 بالترتيب. يتم تجاهل الأحرف الموجودة حول الأرقام. فقد كان هذا قابلاً للعب في المملكة المتحدة قبل عام 2001 عندما تم قراءة لوحات الأرقام XXX 111X أو X11 XXX، ولكن منذ تفضيل النظام الحالي ل XX11 XXX في سبتمبر 2001، أصبحت هذه اللوحات أكثر ندرة وزادت صعوبة لعب هذه اللعبة. ويوجد هناك لعبة أخرى وهي قراءة الحروف صَوْتِيًّا، على سبيل المثال: XHV تصبح KSZZHVV، وهكذا.
في البلدان التي يتم فيها كتابة اسم المناطق المحلية على لوحات الأرقام، مثل فرنسا أو ألمانيا، يمكن للاعبين البحث عن سيارات من مناطق مختلفة. في فرنسا، يُظهر آخر رقمين من لوحة الأرقام (على سبيل المثال، 49 هو مان ولوار و 16 هو شارنت). تشير اللوحات الألمانية أيضًا إلى مكان تسجيل السيارة (على سبيل المثال B هي برلين و KL هي كايسرسلاوترن)، ولكن هذا تم تغييره منذ عام 2014.
لعبة أخرى هي اكتشاف لوحات الغير اعتيادية، حيث يدفع مالك سيارة علاوة للحصول على رمز معين، مثل REDBMW أو HERTOY أو BONZO. وفي معظم البلدان الأوروبية، تكون أقساط هذه اللوحات مرتفعة للغاية (تصل أحيانًا إلى 200 يورو)، لذلك فإن عددًا قليلاً جِدًّا من السائقين يمتلكون مثل هذه اللوحات.
لعبة أوروبية أخرى هي اكتشاف لوحة وأخذ الحروف - بالترتيب - ومحاولة إنشاء كلمة تحتوي على جميع الأحرف بنفس الترتيب. على سبيل المثال، قد يرى السويدي اللوحة SVG11 ويقوم بإنشاء الكلمات السويدية sving ( swing ) أو Sverige (السويد). يمكن اكتساب النقاط بطرق مختلفة، مثل العثور على أقصر كلمة أو العثور على أطول كلمة.
لعبة أخرى شائعة بشكل خاص في المملكة المتحدة، تتضمن اعتبار الأحرف الثلاثة الأخيرة من لوحة الأرقام اختصارًا، وإنشاء جملة من ثلاث كلمات مناسبة. على سبيل المثال، لوحة الأرقام التي تنتهي ب ZKG يمكن أن تكون Zebra Kills Giraffe. هذه اللعبة غير قابلة للعب مع معظم لوحات الأرقام الأوروبية، إلا إذا كانت تحتوي على ثلاثة أحرف متتالية.

## في أمريكا الشمالية

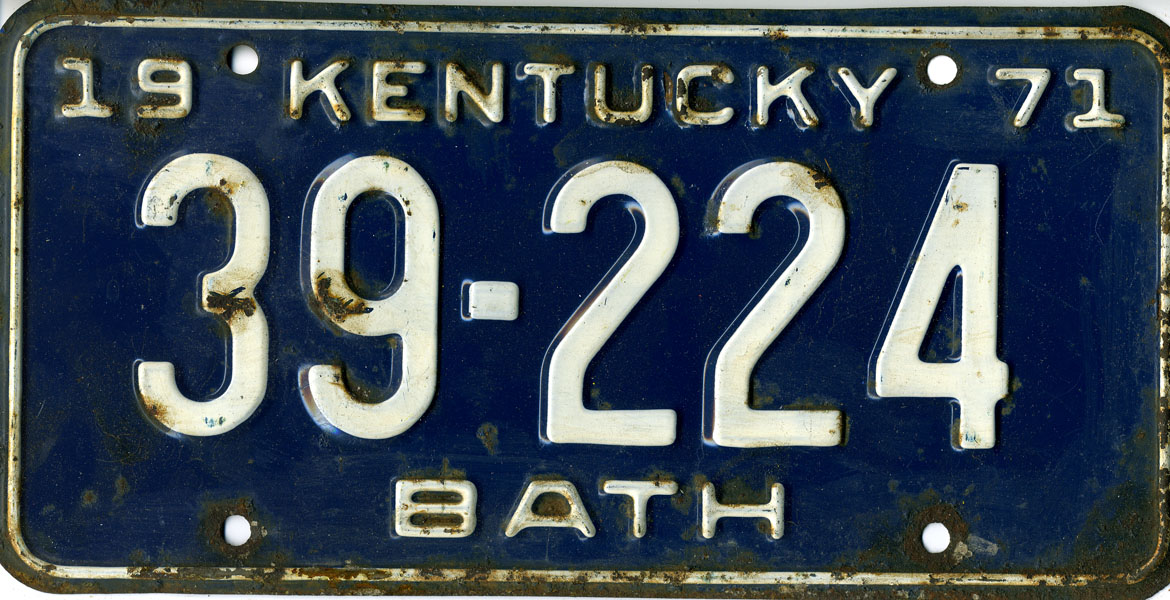
لوحة سيارة أمريكية من ولاية كنتاكي

إحدى إصدارات اللعبة في أمريكا الشمالية، والتي يشار إليها عمومًا باسم لعبة لوحة الترخيص، هو محاولة العثور على لوحة ترخيص من كل ولاية أمريكية و / أو مقاطعة كندية. بعد أن اكتشف أحد اللاعبين لوحة نادرة بشكل خاص في تلك المنطقة، يحصل اللاعبون الآخرون على عدد أكبر من النقاط من خلال اكتشاف لوحة أخرى تطابق الأولى. إذا دعا اللاعب ولاية تم تسميتها من قبل، أو ولاية خاطئة، فقد يتعين عليهم دفع بعض المصادرة المادية. (يمكن أيضًا لعب هذه اللعبة في أيرلندا، حيث تشير لوحات الأرقام إلى المدينة التي تم تسجيل السيارة بها).
لعبة أخرى شائعة في أمريكا الشمالية هي بوكر لوحة الترخيص، حيث يحاول اللاعبون تشكيل أيدي بوكر من الشخصيات الموجودة على لوحات الترخيص. نظرًا لأن نصوص لوحات أمريكا الشمالية أقصر من تلك الموجودة في أوروبا، فسوف تكون أكثر صعوبة.
لعبة أخرى هي اكتشاف لوحات غير الاعتيادية (كما هو الحال في أوروبا)، أو اكتشاف حرف أو رقم مزدوج (مثل ABC-113 أو ABB-113).
يمكن لعب لعبة تسجيل النقاط في الولايات المتحدة من خلال تخصيص نقطة لكل لوحة بناءً على آخر رقم على اللوحة. يتم تخصيص نقاط للأحرف بناءً على موضعها في الأبجدية، على سبيل المثال، تبلغ قيمة اللوحة التي تحتوي على الحرف M للرقم الأخير 13 نقطة. يسمح التباين الإضافي بنقاط الألواح التي تنتهي بالصفر عن طريق الرجوع إلى اللوحة حتى يتم العثور على رقم غير صفري. عند حدوث ذلك، ستكون اللوحة ABC120 تساوي 20 نقطة. ويتم احتساب النقاط الإجمالية إما للرحلة الحالية أو لعدة مراحل من الرحلة.